# Línia L95 d'autobusos de l'Àrea Metropolitana de Barcelona
La línia L95 d'AMB és una línia interurbana d'autobús de l'Àrea metropolitana de Barcelona, gestionada pel grup Avanza.

## Característiques
La línia va ser inaugurada el 10 d'abril de 1995, després que l'empresa Mohn obtingués la concessió de diverses línies d'autobús entre Barcelona i Castelldefels, anteriorment gestionades per la companyia Rue, en el marc d'una reestructuració del servei de transport públic.
Aquesta línia connecta el centre de Barcelona, amb inici a la Ronda Universitat, amb el Parc de la Muntanyeta, a Castelldefels. Després de passar per l’Hospital de Bellvitge, travessa l'autovia de Castelldefels pel límit exterior d’El Prat de Llobregat, descendeix cap a Gavà (Gavà Mar) i finalment puja fins a Castelldefels.
El 26 de desembre de 2021, a causa del fet que Mohn no va poder renovar la concessió de la línia (juntament amb altres), l’empresa Avanza va assumir l’explotació del servei.

### Freqüències
| Dilluns a divendres feiner tot l'any i dissabte i festiu de l'1 de juny a l'11 de setembre |           |
| De 6:38 a 23:38                                                                            | 20 minuts |
| Dissabte i festiu del 12 de setembre al 31 de maig                                         |           |
| De 6:40 a 22:40                                                                            | 30 minuts |

## Recorregut
| Codi parada TMB/AMB | Nom de la parada                         | Ubicació                                                       | Correspondències                                                                          | Enllaços |
| ------------------- | ---------------------------------------- | -------------------------------------------------------------- | ----------------------------------------------------------------------------------------- | -------- |
| 108935              | Rda. Universitat - Plaça Catalunya       | Rda. Universitat (Rbla. Catalunya-Balmes)                      | X95                                                                                       |          |
| 3378                | Sepúlveda - Muntaner                     | Sepúlveda, 175                                                 | D50 H16 55 120 X95 N4 N6 N13 N14 N16 N20                                                  |          |
| 3379                | Sepúlveda - Comte d'Urgell               | Sepúlveda (Villarroel-Comte d'Urgell)                          |                                                                                           |          |
| 3380                | Sepúlveda - Viladomat                    | Sepúlveda (Viladomat-Calàbria)                                 | X95 N13 N14 N16 N20                                                                       |          |
| 1255                | Sepúlveda - Rocafort                     | Sepúlveda, 49-53                                               | 13 55 91                                                                                  |          |
| 0776                | Sepúlveda - Av Mistral                   | Sepúlveda, 5-7                                                 | 13 91 X95 N13 N14 N16 N20                                                                 |          |
| 0108                | Pl Espanya - FGC                         | Gran Via Corts Catalanes, 361-371                              | H12 H16 X2 46 65 109 CJ L70 L72 L80 L86 L94 X70 X80 X86 X95 N1 N13 N15 N16 N17 N18 N20    |          |
| 0421                | Gran Via - Farell                        | Gran Via de les Corts Catalanes, 291-293                       | H12 H16 46 65 109 L70 L72 L80 L86 L94 X70 X80 N1 N13 N15 N16 N17 N18                      |          |
| 0907                | Gran Via - Moianès                       | Gran Via Corts Catalanes, 249-253                              | H12 H16 46 65 109 L70 L72 L80 L86 L94 X70 X80 N1 N13 N15 N16 N17 N18                      |          |
| 0895                | La Campana                               | Gran Via de les Corts Catalanes, s/n                           | H12 H16 V5 X2 46 65 109 CJ L70 L72 L80 L86 L94 X70 X80 X86 X95 N1 N13 N15 N16 N17 N18 N20 |          |
| 0183                | Gran Via - Ildefons Cerdà                | Gran Via de les Corts Catalanes, 137                           | H12 H16 46 65 109 L70 L72 L80 L86 L94 N1 N15 N16 N17 N18                                  |          |
| 3023                | Ildefons Cerdà - Ciutat de la Justícia   | Gran Via Corts Catalanes, 111                                  | H12 V3 46 65 L70 L72 L80 L86 L94 N15 N16 N17 N18                                          |          |
| 3024                | Av Granvia - Alhambra                    | Gran Via De L'hospitalet, s/n                                  | H12 46 65 L70 L72 L80 L86 L94 N15 N16 N17 N18                                             |          |
| 2965                | Av. Granvia - Centre Comercial           | Gran Via, sn                                                   | H12 46 65 L70 L72 L80 L86 L94 N15 N16 N17 N18                                             |          |
| 0092                | Pl Europa                                | Av. Granvia                                                    | H12 46 65 L70 L72 L80 L86 L94 N15 N16 N17 N18                                             |          |
| 2966                | Amadeu Torner                            | Av. Granvia, 70                                                | H12 46 65 L70 L72 L80 L86 L94 LH1 N15 N16 N17 N18                                         |          |
| 1434                | Av Granvia - Can Tries                   | Av. Granvia                                                    | H12 46 65 L70 L72 L80 L86 L94 LH1 N15 N16 N17 N18                                         |          |
| 1611                | Parc de Bellvitge                        | Gran Via - Rbla. Marina                                        | 46 65 L21 L94 LH2 N16 N17 N18                                                             |          |
| 1612                | Hospital Oncològic                       | Av. Granvia-M. de Déu de Belvitge                              | 46 65 L70 L72 L80 L86 L94 N16 N17 N18 N20                                                 |          |
| 1789                | Hospital de Bellvitge                    | Gran Via de l'Hospitalet                                       | 46 65 L20 L21 L70 L72 L80 L86 L94 X95 N16 N17 N18 N20                                     |          |
| 100209              | Autovia Castelldefels - Centre Comercial | Autovia Castelldefels (Davant Major-Centre Comercial)          | L70 L72 L78 L80 L86 L94                                                                   |          |
| 100220              | Mas Blau                                 | Autovia Castelldefels (Km. 190,5-Mas Blau)                     | L77 L80 L94 PR1 N17                                                                       |          |
| 100214              | Autovia de Castelldefels - La Murtra     | Autovia Castelldefels (Lim.Ter.Mun.-Cí. Parets a la Murtra)    | L77 L94                                                                                   |          |
| 109557              | Llevant Mar                              | Av. Europa (Abans Pals)                                        | L94                                                                                       |          |
| 105624              | Av. Europa - Begur                       | Av. Europa (Begur-Premià)                                      | GA1 GA2 L94                                                                               |          |
| 106472              | Av. Europa - Cadaqués                    | Av. Europa ("Cadaqués"-Blanes)                                 | GA1 GA2 L94                                                                               |          |
| 100518              | Av. Europa - Palamós                     | Av. Europa (Blanes-Palamòs)                                    | GA1 GA2 L94                                                                               |          |
| 100521              | Av. Europa - Roses                       | Av. Europa (Palamós-Roses)                                     | GA1 GA2 L94                                                                               |          |
| 100522              | Av. Europa - Av. del Mar                 | Av. Europa (Av. del Mar-Garraf)                                | GA1 GA2 L94                                                                               |          |
| 100524              | Av. Europa - Palafrugell                 | Av. Europa (Garraf-Palafrugell)                                | GA1 GA2 L94                                                                               |          |
| 106469              | Av. Europa - Salou                       | Av. Europa (Salou-Tamarit)                                     | GA1 GA2 L94                                                                               |          |
| 100525              | Av. Europa - Sitges                      | Av. Europa (Sitges-Alcanar)                                    | GA1 GA2 L94                                                                               |          |
| 110458              | La Pava                                  | Av. Europa (Alcanar-carrer 23)                                 | GA1 GA2 L94                                                                               |          |
| 108845              | Pg. Marina - carrer 23                   | Pg. de la Marina (Llevant-Carrer nº 22)                        | L94                                                                                       |          |
| 108846              | Pg. Marina - Diagonal Orient             | Pg. de la Marina (Carrer nº 21-Diagonal Orient)                | L94                                                                                       |          |
| 106962              | Pg. Marina - carrer 17                   | Pg. de la Marina (Carrer nº 18-Carrer nº 17)                   | L94                                                                                       |          |
| 110456              | Pg. Marina - carrer 14                   | Pg. de la Marina (carrer-15 carrer 14)                         | L94                                                                                       |          |
| 110457              | Pg. Marina - carrer 11                   | Pg. de la Marina (carrer 12-carrer 11)                         | L94                                                                                       |          |
| 105211              | Av. Pineda - Pg. Pitort                  | Av. de la Pineda (Aragó-Pg. Pitort)                            | L96 N16                                                                                   |          |
| 112104              | Pg. del Pitort - Campus PMT              | Pg. Pitort (Abans Av. Catalunya)                               | L99 N19                                                                                   |          |
| 106974              | Camp Esportiu Pitort                     |                                                                |                                                                                           |          |
| 105699              | Canal Olímpic - Campus PMT               | Av. del Canal Olímpic (Accés Canal Olímpic) dir. Castelldefels | X95                                                                                       |          |
| 110065              | Plaça Barona                             | Pl. Barona (Abans Galileu)                                     | X95                                                                                       |          |
| 110486              | Instituts Les Marines - Sert             | Riereta (Pg. Ferrocarril-Antic Camí Ral de València)           |                                                                                           |          |
| 106714              | Pl. Colom - Narcís Monturiol             | Av. de la Constitució (Pl. Colom-Narcís Monturiol)             | L99 M5 X95 X97 N16 N19                                                                    |          |
| 106711              | Parc dels Xiprers                        | Rda. Ramón Otero (Major-Església)                              | L96 L97 X95 X97 N14                                                                       |          |
| 106712              | Els Canyars                              | Rda. Ramón Otero (General Castaños-Antonio Machado)            | L96 L97 X95 X97 N14                                                                       |          |
| 107486              | Agustina d'Aragó - Ramón y Cajal         | Agustina d'Aragó (Pl. Amistat-Ramón y Cajal)                   | L96 L97 X95 X97 N14                                                                       |          |
| 100043              | Agustina d'Aragó - García Lorca          | Agustina d'Aragó (Garcia Lorca-Ptge. Pilar)                    | CF2 L96 L97 X95 X97 N14                                                                   |          |
| 105736              | CAP El Castell                           | Dr. Marañon (Pl. Joan XXIII-Dante)                             | L96 L97 X95 X97 N14                                                                       |          |
| 105701              | Biblioteca Fernàndez Jurado              | Bisbe Urquinaona (Passat Albert Einstein)                      | L96 L97 X95 X97 N14                                                                       |          |
| 107136              | Santiago Rusiñol                         | Santiago Rusiñol (Av. Primer de Maig-Pintor Serrasanta)        | L96 L97 X95 N14                                                                           |          |
| 105792              | Dr. Fleming - La Muntanyeta              | Dr. Fleming (Parc Munyanyeta)                                  | CF2 X95                                                                                   |          |
| 110514              | La Muntanyeta                            | Av. Lluís Companys (Doctor Fleming-Doctor Trueta)              | CF2 X95                                                                                   |          |

| Codi parada TMB/AMB | Nom de la parada                     | Ubicació                                                       | Correspondències                                                                       | Enllaços |
| ------------------- | ------------------------------------ | -------------------------------------------------------------- | -------------------------------------------------------------------------------------- | -------- |
| 110514              | La Muntanyeta                        | Av. Lluís Companys (Doctor Fleming-Doctor Trueta)              | CF2 X95                                                                                |          |
| 107004              | Dr. Trueta - La Muntanyeta           | Dr. Trueta (Davant Rbla. Josep Tarradellas)                    | CF2 X95 X97                                                                            |          |
| 105703              | Santiago Rusiñol                     | Santiago Rusiñol (Pintor Serrasanta-Av. Primer de Maig)        | L96 L97 X95 X97 N14                                                                    |          |
| 105704              | Biblioteca Fernàndez Jurado          | Bisbe Urquinaona (Albert Einstein-Tomàs Edison)                | L96 L97 X95 X97 N14                                                                    |          |
| 107128              | CAP El Castell                       | Pl. Joan XXIII (Guillermo Marconi-Juan de la Cierva)           | L96 L97 X95 X97 N14                                                                    |          |
| 106770              | Dr. Marañón - Agustina d'Aragó       | Dr. Marañón (Agustina d'Aragó-Pl. Democràcia)                  | L96 L97 X95 X97 N14                                                                    |          |
| 107483              | Antonio Machado - Narcís Monturiol   | Antonio Machado (Narcís Monturiol-Mollet)                      | L96 L97 X95 X97 N14                                                                    |          |
| 107484              | Els Canyars                          | Rda. Ramón Otero (Antonio Machado-General Castaños)            | L96 L97 X95 X97 N14                                                                    |          |
| 106972              | Parc dels Xiprers                    | Rda. Ramón Otero (General Palafox-Església)                    | L96 L97 X95 X97 N14                                                                    |          |
| 106973              | Pl. Colom - Narcís Monturiol         | Av. de la Constitució (Narcís Monturiol-Pl. Colom)             | L99 M5 X95 X97 N16 N19                                                                 |          |
| 110487              | Antic Camí Ral de València           | Antic Camí Ral de València (Rda. Can Rabadà-Av. Canal Olímpic) | CF1 X95                                                                                |          |
| 110063              | Plaça Barona                         | Pl. de la Barona (Pg. del Ferrocarril-Camí Ral de València)    | X95 X97                                                                                |          |
| 105700              | Canal Olímpic - Campus PMT           | Av. del Canal Olímpic (Campus PMT)                             | X95                                                                                    |          |
| 110478              | Camp Esportiu Pitort                 | Av. Canal Olímpic (Abans Pg. Pitort)                           | X95                                                                                    |          |
| 110543              | Pg. del Pitort - Campus PMT          | Pg. del Pitort (Passat Dr. Romuald Claverol)                   | L99 N19                                                                                |          |
| 112378              | Pg. Pitort - Av. Pineda              |                                                                |                                                                                        |          |
| 110075              | Pg. Marina - carrer 11               | Pg. de la Marina (Onze-12)                                     | L94                                                                                    |          |
| 110076              | Pg. Marina - carrer 14               | Pg. de la Marina (Av. Diagonal Ponent-Carrer 15)               | L94                                                                                    |          |
| 109561              | Pg. Marina - carrer 18               | Pg. de la Marina (Carrer 17-Carrer 18)                         | L94                                                                                    |          |
| 109563              | Pg. Tramuntana - carrer 22           | Pg. Tramuntana (Carrer 22-Carrer 23)                           | GA1 GA2 L94                                                                            |          |
| 109580              | La Pava                              | Av. Europa (Llevant-Alcanar)                                   | GA1 GA2 L94                                                                            |          |
| 109564              | Av. Europa - Sitges                  | Av. Europa (Alcanar-Sitges)                                    | GA1 GA2 L94                                                                            |          |
| 109565              | Av. Europa - Tamarit                 | Av. Europa (Tamarit-Salou)                                     | GA1 GA2 L94                                                                            |          |
| 109566              | Av. Europa - Palafrugell             | Av. Europa (Palafrugell-Garraf)                                | GA1 GA2 L94                                                                            |          |
| 109567              | Av. Europa - Av. del Mar             | Av. Europa (Garraf-Av. del Mar)                                | L94                                                                                    |          |
| 100523              | Av. Europa - Roses                   | Av. Europa (Roses-Palamòs)                                     | L94                                                                                    |          |
| 100199              | Av. Europa - Cadaqués                | Av. Europa (Blanes-Cadaqués)                                   | L94                                                                                    |          |
| 100520              | Av. Europa - Premià                  | Av. Europa (Arenys-Premià)                                     | L94                                                                                    |          |
| 109360              | Av. Europa - Begur                   | Av. Europa (Premià-Begur)                                      | L94                                                                                    |          |
| 107137              | Autovia de Castelldefels - La Murtra | Autovia Castelldefels (Begur-Pas Elevat)                       | L77 L94                                                                                |          |
| 104756              | Mas Blau                             | Autovia Castelldefels (Av. Onze de Setembre-Montsià)           | L77 L80 L94 PR1 N17                                                                    |          |
| 109258              | Ctra. Ca l'Alaio - Estació Rodalies  | Ctra. de Ca l'Alaio (Passat rotonda Av. Remolar)               | L80 L94                                                                                |          |
| 107116              | Autovia Castelldefels - Major        | Autovia Castelldefels (Major-Mestre J. Ortí)                   | L70 L72 L78 L80 L86 L94                                                                |          |
| 0917                | Av. Granvia - Hospital de Bellvitge  | Gran Via (Poniente)                                            | 46 65 L20 L70 L72 L80 L86 L94 X95 N16 N17 N18 N20                                      |          |
| 0916                | Hospital Oncològic                   | Av. Gran Via-Hospital Oncològic                                | 46 65 L70 L72 L80 L86 L94 LH1 N15 N16 N17 N18 N20                                      |          |
| 0334                | Av Granvia - Ctra Antiga del Prat    | Rambla Marina s/n                                              | X3 46 65 L21 L94 LH1 N15 N16 N17 N18                                                   |          |
| 0091                | Av Granvia - Miguel Hernández        | Av. Granvia, s/n                                               | H12 46 65 L70 L72 L80 L86 L94 LH2 N15 N16 N17 N18                                      |          |
| 2968                | Amadeu Torner                        | Av. Granvia sn                                                 | H12 46 65 L70 L72 L80 L86 L94 LH2 N15 N16 N17 N18                                      |          |
| 0472                | Pl. Europa - Fira                    | Av. Gran Via                                                   | H12 46 65 L70 L72 L80 L86 L94 N15 N16 N17 N18                                          |          |
| 2970                | Av. Granvia - Centre Comercial       | Gran Via sn                                                    | H12 46 65 L70 L72 L80 L86 L94 N15 N16 N17 N18                                          |          |
| 0185                | Av Granvia - Bloc I. Cerdà           | Av. Granvia, s/n                                               | H12 46 65 L70 L72 L80 L86 L94 N15 N16 N17 N18                                          |          |
| 2363                | Gran Via - Radi                      | Gran Via Corts Catalanes,120-126                               | H12 V3 46 65 L16 L70 L72 L80 L86 L94 N15 N16 N17 N18                                   |          |
| 1173                | Gran Via - Química                   | Gran Via Corts Catalanes, 152                                  | H12 H16 46 65 109 L70 L72 L80 L86 L94 N1 N15 N16 N17 N18                               |          |
| 0868                | La Campana                           | Gran Via Corts Catalanes, 184                                  | H12 H16 X2 46 65 109 CJ L70 L72 L80 L86 L94 X70 X80 X86 X95 N1 N13 N15 N16 N17 N18 N20 |          |
| 0941                | Gran Via - Mandoni                   | Gran Via Corts Catalanes, 218-220                              | H12 H16 46 65 109 L70 L72 L80 L86 L94 X70 X80 N1 N13 N15 N16 N17 N18                   |          |
| 1310                | Gran Via - Santa Dorotea             | Gran Via Corts Catalanes, 280-282                              | H12 H16 46 65 91 109 L70 L72 L80 L86 L94 X70 X80 N1 N13 N15 N16 N17 N18                |          |
| 3247                | Gran Via - Pl Espanya                | Espanya, 1                                                     | H12 H16 13 52 91 X95 N1 N2 N13 N14 N15 N16 N17 N18 N20 N28 A1 A2                       |          |
| 1254                | Gran Via - Entença                   | Gran Via Corts Catalanes, 440                                  | H12 52 X95 N1 N2 N13 N15 N17 N18 N28                                                   |          |
| 1556                | Gran Via - Viladomat                 | Gran Via Corts Catalanes, 480                                  | H12 52 N1 N2 N13 N15 N17 N18 N28                                                       |          |
| 109208              | Gran Via - Comte Borrell             | Gran Via C. C. (Comte Borrell-Comte Urgell)                    | X95 N1 N2 N13 N14 N15 N16 N17 N18 N20 N28 A1 A2                                        |          |
| 0927                | Gran Via - Muntaner                  | Gran Via Corts Catalanes, 568                                  | H12 52 59 N1 N2 N12 N13 N15 N17 N18 N28                                                |          |
| 1075                | Pl Universitat                       | Universitat, 8                                                 | H12 V13 X1 52 54 59 X95 N1 N2 N3 N8 N12 N13 N14 N15 N16 N17 N18 N20 N23 N28 A1 A2      |          |
| 108935              | Rda. Universitat - Plaça Catalunya   | Rda. Universitat (Rbla. Catalunya-Balmes)                      | X95                                                                                    |          |